# Guglielmo da Burnich
Guglielmo da Burnich è un personaggio dell'Orlando furioso di Ludovico Ariosto, poema cavalleresco che racconta l'assedio di Parigi condotto dai Mori di Agramante. Essendo Guglielmo nativo dell'Inghilterra, nelle traduzioni in inglese del poema non si ha il nome italianizzato ma la forma onomastica che egli effettivamente dovrebbe portare, e cioè William of Burnwich (o anche William of Burnich o ancora William of Burnick).

## Il personaggio
Guglielmo da Burnich, giovane guerriero cristiano proveniente dall'Inghilterra, è menzionato una sola volta nel poema, con i memorabili versi che riguardano il suo duello fatale. Guglielmo, il più alto tra tutti i combattenti cristiani, viene affrontato dal coetaneo moro Dardinello, che con la spada gli spicca la grande testa dal busto:
 " Guglielmo da Burnich era uno Inglese 

maggior di tutti, e Dardinello il cima,

e lo pareggia a gli altri "
(Orlando Furioso, libro 18, ottava 52)
Nel passo ariostesco l'atto della decapitazione è espresso tramite il verbo "cimare", che correntemente si usa per indicare la potatura delle parti superiori di piante particolarmente alte; a esse viene dunque paragonato Guglielmo una volta rimasto senza testa. Si tratta di una decapitazione umoristica, ben diversa da quella che tocca alla successiva vittima di Dardinello, Aramone di Cornovaglia: l'altezza di Guglielmo, come tiene a scrivere il poeta, si è ridotta in misura tale da essere divenuta simile a quella di molti suoi commilitoni. Ciò può dunque suggerire che il gigantesco guerriero fosse molto orgoglioso di essere tale.

## Curiosità
- Nella traduzione in francese di Louis d'Ussieux (in prosa) c'è una notazione totalmente inventata sulla sorte del personaggio. Vi si legge infatti che la testa di Aramone di Cornovaglia, la successiva vittima di Dardinello, finisce accanto a quella di Guglielmo: "Guillaume de Burnich passoit de la tête tous les autres Anglois. D'un coup d'épée Dardinel l'égale à ses compagnons. Dans le même moment la tête d'Aramon de Cornouailles va tomber à côté de la sienne" (il nome del personaggio, come in tutte le traduzioni francesi, diventa Guillaume de Burnich). In realtà Aramone viene sì decapitato anch'egli dal re moro, che però manda a rotolare la testa lungo un pendio.

### Fonti
- Ludovico Ariosto, Orlando Furioso, libro XVIII.